# Interkozmosz–17
Interkozmosz–17 (IK-17) szovjet tudományos atmoszférakutató műhold, a szocialista országok közös Interkozmosz űrprogramjának egysége.

## Küldetés
1977. szeptember 24-én a Pleszeck űrrepülőtérről egy Interkozmosz hordozórakéta a Koszmosz-3M (11K65M) – 165. eredményes felbocsátás (több mint 1 tonna hasznos terhet elbíró, kétfokozatú) – segítségével indították Föld körüli, közeli körpályára. Az orbitális egység pályája 94.4 perces, 83 fokos hajlásszögű, elliptikus pálya-perigeuma 466 kilométer, apogeuma 514 kilométer volt. AUOSZ–Z műholdplatformra épített mesterséges eszköz. Energiaellátását akkumulátorok és napelemek összehangolt egysége biztosította.  Hasznos tömege 550 kilogramm. Feladata, felépítése, tudományos programja (magnetoszféra és ionoszféra közötti kölcsönhatás vizsgálata) megegyezett az Interkozmosz–16 műholdakéval. Programjának, műszereinek kialakításában több szocialista ország közreműködött. Aktív szolgálati idejét 1979. november 8-án, 774 nap után fejezte be, a Föld légkörébe érve elégett.
A Központi Fizikai Kutatóintézet (KFKI) Atomenergia Kutatóintézete, valamint a Budapesti Műszaki Egyetem mérnökei tervezték és készítették az analóg-digitális konvertert (A/D Converter) és a fedélzeti tápegység feszültségstabilizáló eszközét. Az Egységes Telemetrikus Rendszer [ETMSZ-PS] elemeinek tervezésében a magyar kutatókon kívül NDK, lengyel, szovjet, csehszlovák és román mérnökök vettek részt. Az adattárolók rendszeresen továbbították adataikat a földi vevőállomásokra. További magyar gyártmányú műszerek a K-1-3 és K-1-4 mikrometeorit detektorok voltak.

## Külső hivatkozások
- Interkozmosz–17. hso.hu. (Hozzáférés: 2012. december 10.)
- Interkozmosz–17. lib.cas.cz. (Hozzáférés: 2012. december 17.)
- Interkozmosz–17. skyrocket.de. (Hozzáférés: 2012. december 18.)

| Elődje: Interkozmosz–16 | Interkozmosz sorozat 1969–1994 | Utódja: Interkozmosz–18 |